# Andrew D’Souza
Andrew D’Souza (Ottawa, 1 de julho de 1994) é um jogador canadiano de badminton medalhista de prata no pan-americano de 2015.